# Jim Holton
James Alan "Jim" Holton (ur. 11 kwietnia 1951 w Lesmahagow, zm. 5 października 1993 w Cardrona Forest) – szkocki piłkarz występujący podczas kariery na pozycji obrońcy.

## Kariera klubowa
Jim Holton zawodową karierę rozpoczynał w 1971 roku w angielskim klubie Shrewsbury Town z Division Three. Szybko został zauważony przez pierwszoligowy Manchester United do którego trafił w trakcie sezonu 1972/73. W barwach Czerwonych Diabłów Holton nie odniósł sukcesów, gdyż był to słaby okres w historii klubu. United z Holton spadł do drugiej ligi w 1974, by po roku powrócić do Division One. Po powrocie do pierwszej ligi Holton był rezerwowym, dlatego w trakcie sezonu 1975/1976 wyjechał do USA do występującego w North America Soccer League Miami Toros. W 1976 powrócił do Anglii, gdzie został zawodnikiem Sunderlandu. W trakcie sezonu 1976/77 przeszedł do innego pierwszoligowca - Coventry City, w którym występował do 1980. W 1980 ponownie występował w USA, gdzie był zawodnikiem Detroit Express. W 1981 powrócił do Anglii, gdzie został zawodnikiem Sheffield Wednesday, w którym wkrótce zakończył karierę. Holton zmarł na atak serca 5 października 1993.
| Sezon   | Klub                     | Kraj              | Rozgrywki      | Mecze | Bramki |
| ------- | ------------------------ | ----------------- | -------------- | ----- | ------ |
| 1971/72 | Shrewsbury Town F.C.     | Anglia            | Division Three | 44    | 3      |
| 1972/73 | Shrewsbury Town F.C.     | Anglia            | Division Three | 23    | 1      |
| 1972/73 | Manchester United        | Anglia            | Division One   | 15    | 3      |
| 1973/74 | Manchester United        | Anglia            | Division One   | 34    | 2      |
| 1974/75 | Manchester United        | Anglia            | Division Two   | 14    | 0      |
| 1975/76 | Manchester United        | Anglia            | Division One   | 0     | 0      |
| 1976    | Miami Toros              | Stany Zjednoczone | NASL           | 16    | 1      |
| 1976/77 | Sunderland A.F.C.        | Anglia            | Division One   | 15    | 0      |
| 1976/77 | Coventry City F.C.       | Anglia            | Division One   | 8     | 0      |
| 1977/78 | Coventry City F.C.       | Anglia            | Division One   | 25    | 0      |
| 1978/79 | Coventry City F.C.       | Anglia            | Division One   | 34    | 0      |
| 1979/80 | Coventry City F.C.       | Anglia            | Division One   | 24    | 0      |
| 1980    | Detroit Express          | Stany Zjednoczone | NASL           | 21    | 3      |
| 1981/82 | Sheffield Wednesday F.C. | Anglia            | Division Two   | 0     | 0      |

## Kariera reprezentacyjna
W reprezentacji Szkocji Holton zadebiutował 12 maja 1973 w wygranym 2-0 meczu British Home Championship z Walią. W 1974 został powołany do kadry na mistrzostwa świata. Na mundialu w RFN wystąpił we wszystkich trzech meczach z Zairem, Brazylią i Jugosławią. Ostatni raz w reprezentacji wystąpił 30 października 1974 w wygranym 3-0 towarzyskim meczu z NRD. Ogółem w reprezentacji rozegrał 15 meczów, w których zdobył dwie bramki.
| Mecze i gole w reprezentacji | Mecze i gole w reprezentacji | Mecze i gole w reprezentacji | Mecze i gole w reprezentacji | Mecze i gole w reprezentacji | Mecze i gole w reprezentacji | Mecze i gole w reprezentacji |
| #                            | Data                         | Miasto                       | Przeciwnik                   | Gol                          | Wynik                        |                              |
| ---------------------------- | ---------------------------- | ---------------------------- | ---------------------------- | ---------------------------- | ---------------------------- | ---------------------------- |
| 1.                           | 12.05.1973                   | Wrexham                      | Walia                        |                              | 2:0                          | British Home Championship    |
| 2.                           | 16.05.1973                   | Glasgow                      | Irlandia Północna            |                              | 1:2                          | British Home Championship    |
| 3.                           | 19.05.1973                   | Londyn                       | Anglia                       |                              | 0:1                          | British Home Championship    |
| 4.                           | 22.06.1973                   | Berno                        | Szwajcaria                   |                              | 0:1                          | towarzyski                   |
| 5.                           | 30.06.1973                   | Glasgow                      | Brazylia                     |                              | 0:1                          | Mecz 100-lecia SFA           |
| 6.                           | 26.09.1973                   | Glasgow                      | Czechosłowacja               | Gol                          | 2:1                          | el. MŚ                       |
| 7.                           | 14.11.1973                   | Glasgow                      | RFN                          | Gol                          | 1:1                          | towarzyski                   |
| 8.                           | 11.05.1974                   | Glasgow                      | Irlandia Północna            |                              | 0:1                          | British Home Championship    |
| 9.                           | 14.05.1974                   | Glasgow                      | Walia                        |                              | 2:0                          | British Home Championship    |
| 10.                          | 18.05.1974                   | Glasgow                      | Anglia                       |                              | 0:2                          | British Home Championship    |
| 11.                          | 06.06.1974                   | Oslo                         | Norwegia                     |                              | 2:1                          | towarzyski                   |
| 12.                          | 14.06.1974                   | Dortmund                     | Zair                         |                              | 2:0                          | mistrzostwa świata           |
| 13.                          | 18.06.1974                   | Frankfurt nad Menem          | Brazylia                     |                              | 0:0                          | mistrzostwa świata           |
| 14.                          | 22.06.1974                   | Frankfurt nad Menem          | Jugosławia                   |                              | 1:1                          | mistrzostwa świata           |
| 15.                          | 30.10.1974                   | Glasgow                      | NRD                          |                              | 3:0                          | towarzyski                   |